# Reserva natural integral de los Roques de Anaga
La reserva natural integral de los Roques de Anaga es un espacio protegido de la costa noreste de la isla de Tenerife (Canarias, España).
Dentro de los límites municipales de Santa Cruz de Tenerife, la reserva natural se dispone formando parte, a su vez, del parque rural de Anaga. Los roques de Anaga son dos de los monumentos naturales más emblemáticos de Tenerife y se integran, asimismo, dentro de la red europea Natura 2000. También han sido catalogados como Zona de Especial Protección para las Aves (ZEPA). 

## Descripción
Se trata de dos islotes (el Roque de Fuera y el Roque de Tierra) de 10 hectáreas de superficie que asocian riqueza natural e interés geológico y paisajístico:
- El Roque de Tierra es el de mayor tamaño y también el más cercano a tierra; de hecho, durante la bajamar se encuentra unido a la isla de Tenerife a expensas de una fina lengua de arena. A pesar de estar organizado en torno a paredes muy escarpadas, en su extremo sur dispone de una playa, donde se encuentran conchas de diferentes moluscos que habitaron el lugar en períodos geológicos antiguos, cuando las aguas de la Isla eran más cálidas.

- El Roque de Fuera, de menor superficie, presenta un perfil menos abrupto que el Roque de Tierra, del que dista unos 800 metros. Posee una característica forma alargada en la que se distinguen dos vértices puntiagudos que apenas sobrepasan los 66 metros de altura. Al noroeste se encuentra una pequeña baja de unos diez metros que está visible durante gran parte del año, excepto cuando hay marea alta.

## Geología

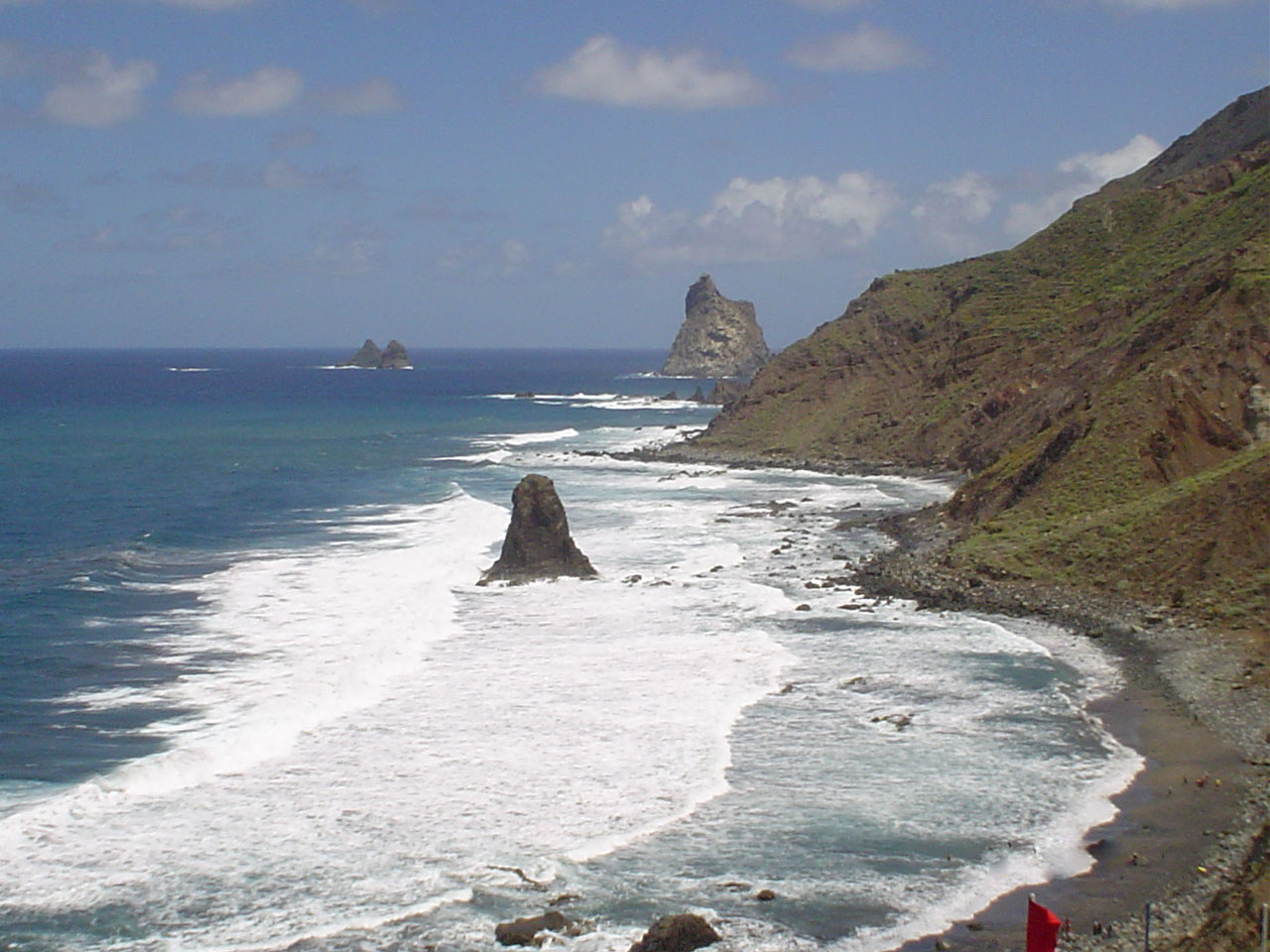
Roques de Anaga.

Los roques conforman los restos de pitones intrusivos compuestos por materiales de carácter sálico, que hoy se muestran aislados de la costa tinerfeña por acción de los fenómenos erosivos a los que se han visto expuestos. De esta manera, las formaciones rocosas más débiles se han ido desmantelando, provocando un retroceso de un kilómetro y medio del acantilado costero.

## Vegetación
La flora del lugar se encuentra representada principalmente por especies halófilas, termófilas y xerofíticas, destacando especialmente una gran cantidad de dragos (Dracaena draco) sobre el Roque de Tierra. Son a su vez abundantes los acebuches (Olea europaea ceraciformis) y alguna sabina canaria (Juniperus turbinata canariensis). Esta última especie vegetal tuvo antaño mayor frondosidad, existiendo indicios de antiguas masas de sabinares que fueron taladas para hacer carbón. Otros ejemplares a señalar serían la corregüela (Convolvulus fruticulosus) o el corazoncillo (Lotus maculatus).

## Fauna
En el apartado de la avifauna habría que destacar al petrel de Bulwer (Bulweria bulwerii) y el paíño de Madeira (Oceanodroma castro), dos de las especies más interesantes dentro de las seis especies de aves marinas que nidifican. También tiene una notable presencia en el lugar el grupo de los invertebrados, del que habría que reseñar el caracol terrestre Hemicycla bidentalis inaccesibilis, un endemismo exclusivo. Otro endemismo único lo representa una subespecie diferente del lagarto tizón, el Gallotia gallotia insulanagae. La propia configuración geológica de esta zona de la isla, con acantilados de basalto que se sumergen en el mar alcanzando grandes profundidades en escasa distancia, convierten al área de los Roques de Anaga en zonas de abundante pesca y también de avistamiento de especies pelágicas, siendo comunes los tiburones y los cetáceos.

## Navegación
Se trata además de un peligroso punto para la navegación debido a las corrientes marinas y a los bajíos: destaca especialmente la Baja de la Palometa, una formación rocosa sumergida que ha provocado varios naufragios.